# Beatport
Beatport是一間專注於推廣及銷售電子舞曲及電子舞曲文化的線上音樂商店，它由位於美國科羅拉多州丹佛市的Beatport有限公司所私人擁有及營運的平台。

## 歷史
Beatport於2004年1月7日推出它們的Beatport 1.0網上商店，當中的音樂目錄包含了來自79間電子音樂唱片公司的歌曲。
在2005年1月，改版的Beatport 2.0推出，當中的音樂目錄富含十萬首來自2700間電子音樂唱片公司的單曲，Beatport更同時推出了內建於Native Instruments Traktor DJ Studio的小形版本，可在軟件內即時閱取Beatport網站上的內容。
在2006年8月7日Beatport推出了第三代網上商店的更新版本Beatport 3.0，當中的新功能包括更佳的導覽體驗、自訂訂閱內容的My Beatport及額外新的付款選項。
於2007年2月Beatport推出了Beatport Player，用於在網上推廣藝人、唱片公司、音樂類型及排行榜內容的網上小工具。利用了Adobe Flash及HTML技術，用戶可以把Beatport's音樂目錄當中的歌曲的預覽部份自行制定於個人的、動態的播放列表當中，然後把列表內嵌於大部份的網站內使用。
於2007年8月，Beatport推出了社區群型的音樂網站Beatportal，而它們標致著的使命是“...使音樂愛好者得到最新的全球電子音樂資訊”。
於2008年3月18日，Beatport舉辦了Beatport 音樂大獎 Archive.today的存檔，存档日期2013-01-02。Beatport的用戶每年可以投選他們認為最佳的電子音樂藝人。The BMAs分成19個類別，包括最佳藝人（每個音樂類別），最佳混音以及最佳單曲，被提名人仕都是基於他們在Beatport中的銷售額。
Beatport's的一個更新版本，The New Beatport，於2009年1月21日推出。
於2010年4月9日，Beatport's的免費iPhone應用程式推出，程式讓用戶瀏覽、收聽目錄當中的樂曲，以及把樂曲加進購物車。
於2011年3月21日，Beatport把所有收益都撥捐至2011年日本東北地方太平洋近海地震的有關方面。
於2011年7月14日，Beatport推出了HTML 5技術的網站，續漸取代舊有的Flash版本，當中新追加的功能包括波形圖顯示、BPM顯示及音調顯示。

## 音樂目錄
於首推出時，Beatport提供了來自79間電子音樂唱片公司的歌曲予全球的客戶。而現時的Beatport音樂目錄就富含七十万首單曲，十六万張碟及來自十二万位藝人及混音者的两万四個藝人排行榜。

### 售賣的音樂類型
在Beatport上售賣的歌曲大致分為19個類型。

### 檔案格式
Beatport店內支持MP3、MP4及WAV格式的購買及下載。
MP3檔案利用了LAME編碼器進行編制，位元率是320 kbit/s，當中包含了藝人名稱、歌曲名稱、碟名稱、發行日期及音樂類型的描述數據。及後在2008年12月，Beatport開始使用ID3v2.4以內嵌封面圖在新的MP3當中。

## 外部連結
- 官方網站（页面存档备份，存于）
- AboutDJ.nl: Beatport launches new site, Fully loaded 3.0
- 365Mag Interview with CEO Jonas Tempel（页面存档备份，存于）